# Форпик
Форпик (на нидерландски: voorpiek; на английски: forepeak) – помещение в носовата част на съд или кораб между форщевена и първата (тарана) преграда, това е крайния носов отсек на съда. Обикновено служи за поставянето на товар или воден баласт. Форпик не трябва да се бърка с бака.